# VfL Meiningen 04
VfL Meiningen 04 is een Duitse voetbalclub uit Meiningen, Thüringen. De club werd opgericht in 1904.

## Geschiedenis
De club werd in december 1904 opgericht als Sportklub 04 Meiningen en nam later de naam SC Meiningen 04 aan. De club was aangesloten bij de Midden-Duitse voetbalbond en speelde vanaf 1910 in de competitie van West-Thüringen. De competitie werd in twee reeksen verdeeld en de club werd groepswinnaar. Er werd geen finale gespeeld tegen SC 1904 Schmalkalden, wellicht omdat de Midden-Duitse eindronde al begonnen was en er toch geen club afgevaardigd zou worden. Beide reeksen werden samen gevoegd voor seizoen 1911/12. Een aantal leden van de club splitste zich af en nam als SpV Meiningen deel aan de competitie, waar ze voorlaatste werden. Na dit seizoen sloten ze zich terug bij SC 04 aan. In 1913 werd de club laatste en moest tegen een tweedeklasser het behoud verzekeren. Dat jaar sloot ook VfB 09 Meinigen zich bij de club aan. In 1914 werd de club kampioen en plaatste zich zo voor de Midden-Duitse eindronde, waarin ze met 9:1 verloren van Coburger FC. Na de Eerste Wereldoorlog werd de competitie hervormd en speelde de club vanaf 1919 in de tweede klasse van de Kreisliga Thüringen, waar ze laatste werden. In 1921 werd de club groepswinnaar vermoor dan van Germania Mehlis

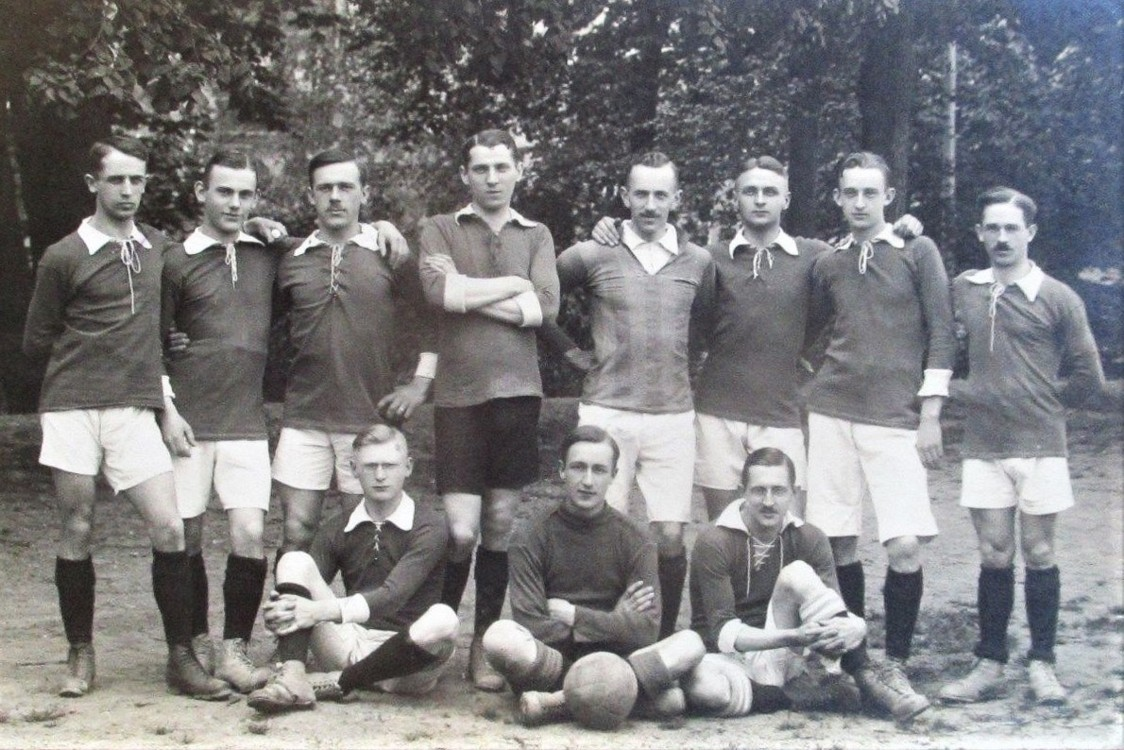
SC Meiningen in 1918.

In 1922 fuseerde de club met SV Meiningen en nam zo de naamVfL 04 Meiningen aan. De club werd gedeeld tweede met Sportfreunde Suhl. Na dit seizoen werd de Kreisliga ontbonden en werd de West-Thüringse competitie als Gauliga Westthüringen heringevoerd. Er was plaats voor twee clubs uit de reeks en  Meiningen en Suhl speelden een barrage die Meiningen won. In 1925 werd de club vicekampioen, maar om een onbekend reden mocht de club naar de Midden-Duitse eindronde. Hier werd de club wel meteen wandelen gestuurd door SpVgg 02 Erfurt met 8-1. In 1926 werden ze opnieuw vicekampioen en dit seizoen was er voor de vicekampioenen een aparte eindronde. De club versloeg 1. SC Sonneberg 04. De wedstrijd werd echter herspeeld in de tweede ronde, vermoedelijk door een protest van Sonneberg. Sonneberg won de replay en Meiningen was Meiningen. Na nog een derde plaats gingen de resultaten bergaf en in 1929 werden ze laatste. In 1932 werden ze opnieuw laatste en deze keer degradeerde de club. 
In 1933 werd de competitie geherstructureerd. De Midden-Duitse bond werd ontbonden en de vele competities werden vervangen door de Gauliga Mitte en Gauliga Sachsen. De clubs uit West-Thüringen werden te licht bevonden voor de Gauliga Mitte en ook voor de Bezirksklasse Thüringen, die de nieuwe tweede klasse werd, kwalificeerden zich slechts twee teams. Aangezien de club zelfs al niet meer in de hoogste klasse speelde is het niet bekend of de club het volgende seizoen in de Kreisklasse Westthüringen speelde of nog een reeks lager ingedeeld werd. Verdere resultaten zijn niet meer bekend, enkel dat in 1941 de activiteiten gestaakt werden. 
Na de Tweede Wereldoorlog werden alle Duitse voetbalclubs ontbonden. De club werd heropgericht als BSG Eintracht Meiningen. In 1949 werd de naam gewijzigd in BSG Ernst-Thälmann Meiningen, in 1951 in BSG Einheit Meiningen en in 1957 in BSG Lokomotive Meiningen. De club speelde voornamelijk in de Bezirksliga Suhl, een van de 15 derde klassen in de DDR. De club werd meermaals kampioen, maar slaagde er enkel in 1971 in om te promoveren naar de DDR-Liga. In de tweede klasse kon de club slechts één wedstrijd winnen en hiermee is Meiningen de slechts presterende club in de geschiedenis van de DDR-Liga.
Na de Duitse hereniging werd de naam in ESV Lok Meiningen gewijzigd. Op 11 mei 1992 werd VfL Meiningen heropgericht en scheidde zich van ESV Lok af.

## Erelijst
Kampioen West-Thüringen
1914